# Яцюково
Яцюково (укр. Яцюкове) — село,
Вороньковский сельский совет,
Чернухинский район,
Полтавская область,
Украина.
Код КОАТУУ — 5325180811. Население по переписи 2001 года составляло 1 человек.

## Географическое положение
Село Яцюково находится между сёлами Хейловщина и Новая Диброва (1 км).
По селу протекает пересыхающий ручей с запрудой.

## Улицы
- Центральная (укр. вул. Центральна)[2][3]